# Elsie May Zeile
Elsie May Zeile de Lovegrove ( 1870 - 1940 ) fue una botánica estadounidense, quien realizó dieciséis identificaciones y clasificaciones de nuevas especies y variedades de la familia Scrophulariaceae, con énfasis en el género Castilleja, las que publicó en Phytologia, Novon, y en Mem. New York Bot. Gard. Fue asistente del taxónomo Willis Linn Jepson (1867-1946)
- La abreviatura «Zeile» se emplea para indicar a Elsie May Zeile como autoridad en la descripción y clasificación científica de los vegetales.[1]